# Енкиду
Енкиду је централни лик у древном месопотамском Епу о Гилгамешу. Енкидуа је од блата створила богиња обликовања Аруру, како би се борио са Гилгамешовом ароганцијом. У епу он је још увек дивљак који је одрастао међу животињама. Касније постаје Гилгамешов најбољи пријатељ и саборац. Заједно се борио са њим и заједно су побеђивали разна чудовишта. Победили су Хумбабу дива код Кедрове шуме и Небеског бика кога је богиња Иштар бацила на Гилгамеша зато што није хтео да јој буде љубавник. Сматрао је да ко њој буде љубаник постаје несрећан. Због свог пријатељства са Гилгамешом, богови су Енкидуа казнили спором и болном смрћу.